# Língua kadazan
A língua kadazan costeira  é uma língua austronésia falada principalmente em Sabá, Malásia. É a língua mais falada pelo povo Kadazan. A língua adotou muitas palavras de línguas de etnias do norte do Bornéu e também da língua malaia.

## Situação hoje
O uso da língua veio declinando em função do uso incentivado pelo Governo malaio da língua malaia e pelo inglês pelos missionários britânicos. O estado de Sabá desenvolveu políticas para evitar esse declínio, o que vinha acontecendo com outras línguas sabahanas. Isso incluiu o uso do Kadazan e outras línguas indígenas em escolas públicas. Esforços vêm sendo feitos para que a língua seja considerada oficial em Sabá.

## Características
Kadazan é uma das duas línguas austronésias que usa muito a fricativa sonora alveolar em suas palavras nativas. A outra é a língua malgaxe falada na ilha africana de Madagascar, que é bem distante geograficamente.

## Amostra de textos

### Pai Nosso
Tama za doid surga, apantang daa o ngaan nu, koikot no daa kopomolintaan nu, kaandak nu, adadi doiti id tana miaga doid Surga. Pataako dagai do tadau diti, oh takanon za do tikid tadau, om pohiongo zikoi do douso za, miaga dagai do popohiong di pinapakaus doid dagai. Kada zikoi pohogoso doid koimbazatan, katapi pahapaso zikoi mantad kalaatan. Amen.
Pai Nosso que estais no Céu, santificado seja o vosso Nome, venha a nós o vosso Reino, seja feita a vossa vontade assim na Terra como no Céu. O pão nosso de cada dia nos dai hoje, perdoai as nossas ofensas, assim como nós perdoamos a quem nos tem ofendido, e não nos deixeis cair em tentação, mas livrai-nos do mal. Amém.

### Ave Maria
Ave Maria, noponu' do graasia, miampai diau o Kinoingan, obitua ko do id saviavi' tondu, om obitua o tuva' tinan nu Jesus. Sangti Maria, tina' do Kinoingan, pokiinsianai zikoi tu' tuhun do momimidouso, baino om ontok jaam do kapatazon za. Amen.
Ave Maria, cheia de graça, o Senhor é convosco. Bendita sois vós entre as mulheres e bendito é o Fruto do vosso ventre, Jesus. Santa Maria, Mãe de Deus, rogai por nós, pecadores, agora e na hora da nossa morte. Amém.

### Declaração
Nosusu no do tuhun ngaavi i koidu om kopiagahan doid kotinguhan om sanganu. Kikasaavan om topiumanan ginavo zioho om minooi o tumindak id piahatan do iso suvai do sunduvan i kopiobpinazan.
Português
Todos os seres humanos nascem livres e iguais em dignidade e direitos. São providos de razão e consciência e devem agir uns em relação aos outros num espírito de fraternidade.(Artigo 1 da Declaração Universal dos Direitos Humanos)

### Externas
- «Kadazan-dusun em Omniglot»
- «Duzun –Klf»
- «Duzun – Kdca»